# Pero amniculata
Pero amniculata là một loài bướm đêm trong họ Geometridae.